# Cynthia Elinor Beatrix Hamilton
Pour les articles homonymes, voir Hamilton.
 (mai 2019).
Si vous disposez d'ouvrages ou d'articles de référence ou si vous connaissez des sites web de qualité traitant du thème abordé ici, merci de compléter l'article en donnant les références utiles à sa vérifiabilité et en les liant à la section « Notes et références ».
Cynthia Elinor Beatrix Spencer (16 août 1897 – 4 décembre 1972), comtesse Spencer, connue comme « lady Cynthia Hamilton » jusqu'à son mariage, puis en tant que vicomtesse Althorp, jusqu'en 1922 quand son mari hérite du titre de son père de comte Spencer, est une pairesse du Royaume-Uni et la grand-mère paternelle de Diana, princesse de Galles.

## Famille
Elle est la fille de James Albert Edward Hamilton, marquis de Hamilton (1869-1953), puis 3e duc d'Abercorn, et de Rosalind Cecilia Caroline Bingham (1869-1958). Ses grands-parents maternels sont Charles Bingham, 4e comte de Lucan et Cecilia Catherine Gordon-Lennox.
Cynthia Hamilton épouse Albert Spencer, 7e comte Spencer, le 26 février 1919 à Saint-James, Piccadilly, Londres. La comtesse Spencer est une dame de la chambre de la reine consort Elizabeth Bowes-Lyon de 1937 à sa mort en 1972.
Lady Spencer est décédée dans la demeure historique des Spencer, Althorp, d'une tumeur au cerveau, âgée de 75 ans. Sa petite-fille, Diana Spencer, épouse en 1981 le prince de Galles, petit-fils de la reine.
Lady Spencer est très peu connue en dehors de la cour et de ses cercles jusqu'à ce que, vingt ans après sa mort, Andrew Morton écrive que la princesse de Galles « estime qu'elle veille sur elle depuis le monde des esprits ».

## Famille et descendance
Cynthia Hamilton épouse Albert Spencer, 7e comte Spencer, le 26 février 1919 à Saint-James, Piccadilly, Londres.
Ils ont deux enfants :
- Anne Spencer (4 août 1920 - 24 février 2020) qui épouse Christopher Hughes Balwin Wake-Walker, un capitaine de la Royal Navy
- Edward Spencer, 8e comte Spencer (24 janvier 1924 - 29 mars 1992), père de Charles Edward Maurice Spencer, 9e comte Spencer et de Diana Spencer, princesse de Galles.

## Distinctions
- Dame commandeur de l'ordre royal de Victoria (DCVO)
- Officier de l'ordre de l'Empire britannique (OBE)